# Championnat d'Uruguay de football 1947
Navigation
Édition précédente Édition suivante

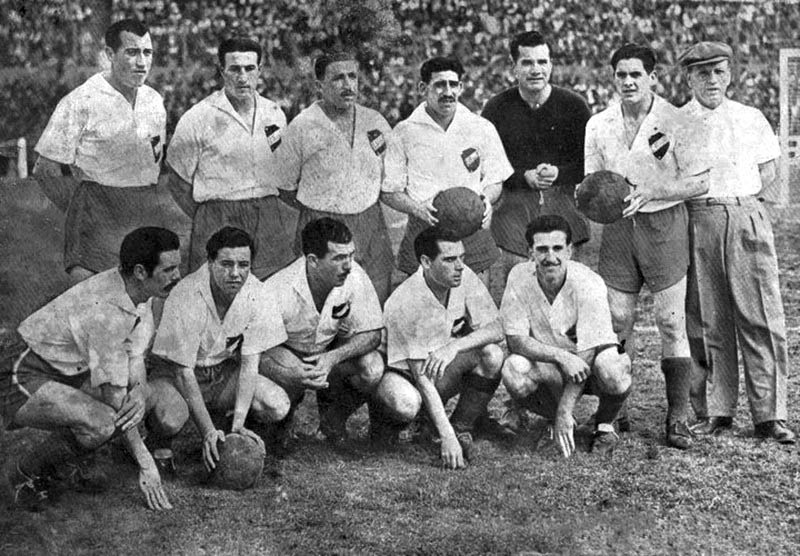
Club Nacional de Football, championne en 1947.

La 45e édition du championnat d'Uruguay de football est remportée par le Club Nacional de Football. C’est le vingtième titre de champion du club. Nacional l’emporte avec six points d’avance sur trois clubs qui terminent le championnat à égalité de point. Un mini championnat regroupant Club Atlético Peñarol, Defensor Sporting Club et Rampla Juniors Fútbol Club est organisé. La poule de classement n’est jamais terminée. Le titre honorifique de vice-champion n’est donc pas attribué.
Un système de promotion/relégation est en place : le dernier du championnat est automatiquement remplacé par le premier du championnat Intermedia, la deuxième division uruguayenne. Club Sportivo Miramar est relégué en deuxième division et est remplacé par Danubio Fútbol Club.
Tous les clubs participant au championnat sont basés dans l’agglomération de Montevideo.
Nicolás Falero (CA Peñarol) termine, avec 17 buts en 18 matchs, meilleur buteur du championnat.

## Les clubs de l'édition 1947
| \| Montevideo: · Defensor · Central · Club Atlético Cerro · Wanderers · Nacional · Peñarol · Liverpool · Miramar · Club Atlético Progreso · River Plate · Rampla Juniors Montevideo \| Localisation des clubs engagés dans le championnat. |
| Montevideo: · Defensor · Central · Club Atlético Cerro · Wanderers · Nacional · Peñarol · Liverpool · Miramar · Club Atlético Progreso · River Plate · Rampla Juniors Montevideo                                                           |

| Club                             | Stade | Capacité | Ville      |
| -------------------------------- | ----- | -------- | ---------- |
| Defensor Sporting Club           | -     | -        | Montevideo |
| Central Español Fútbol Club      | -     | -        | Montevideo |
| Club Atlético Cerro              | -     | -        | Montevideo |
| Liverpool Fútbol Club            | -     | -        | Montevideo |
| Club Sportivo Miramar            | -     | -        | Montevideo |
| Montevideo Wanderers Fútbol Club | -     | -        | Montevideo |
| Club Nacional de Football        | -     | -        | Montevideo |
| Club Atlético Peñarol            | -     | -        | Montevideo |
| Rampla Juniors Fútbol Club       | -     | -        | Montevideo |
| Club Atlético River Plate        | -     | -        | Montevideo |

## Compétition

### Classement
Le classement est établi sur le barème de points suivant : victoire à 2 points, match nul à 1, défaite à 0.
| Rang | Équipe                      | Pts | J  | G  | N | P  | Bp | Bc | Diff |
| ---- | --------------------------- | --- | -- | -- | - | -- | -- | -- | ---- |
| 1    | Club Nacional de Football T | 27  | 18 | 11 | 5 | 2  | 44 | 15 | +29  |
| 2    | Club Atlético Peñarol       | 21  | 18 | 9  | 3 | 6  | 41 | 26 | +15  |
| 2    | Rampla Juniors Fútbol Club  | 21  | 18 | 9  | 3 | 6  | 35 | 27 | +8   |
| 2    | Defensor Sporting Club      | 21  | 18 | 9  | 3 | 6  | 33 | 28 | +5   |
| 5    | Club Atlético River Plate   | 20  | 18 | 6  | 8 | 4  | 25 | 19 | +6   |
| 6    | Liverpool Fútbol Club       | 20  | 18 | 9  | 2 | 7  | 33 | 35 | -2   |
| 7    | Central Español Fútbol Club | 14  | 18 | 6  | 2 | 10 | 36 | 44 | -8   |
| 8    | Club Atlético Cerro P       | 14  | 18 | 5  | 4 | 9  | 28 | 42 | -14  |
| 9    | Montevideo Wanderers        | 13  | 18 | 4  | 5 | 9  | 24 | 36 | -12  |
| 10   | Club Sportivo Miramar       | 9   | 18 | 2  | 5 | 11 | 19 | 46 | -27  |

| Légende : Qualifications et relégations | Légende : Qualifications et relégations                                         |
| --------------------------------------- | ------------------------------------------------------------------------------- |
|                                         | Qualification pour le Championnat sud-américain des clubs champions de football |
|                                         | Relégué en deuxième division                                                    |
|                                         | T : Tenant du titre P : Promus                                                  |

## Bilan de la saison
| Championnat d'Uruguay de football 1947                    |                                       |
| Champion                                                  | Club Nacional de Football (20e titre) |
| Qualifications continentales                              |                                       |
| Championnat sud-américain des clubs champions de football | Club Nacional de Football             |
| Promotions et relégations                                 |                                       |
| Promus en Primera División                                | Danubio Fútbol Club                   |
| Relégués en Intermedia                                    | Club Sportivo Miramar                 |

## Statistiques

### Meilleur buteur
1. Nicolás Falero (CA Peñarol), 17 buts.